# كيربيز أدفانتشر
كيربيز أدفانتشر (بالإنجليزية: Kirby's Adventure)‏ ، هي لعبة فيديو من إنتاج هال لابوراتوري ونشرها شركة نينتندو سنة 1993م، وتعمل لأنظمة نينتندو إنترتنمنت سيستم ومتجر فرتشول كونسول التابع لشركة نينتندو.

## وصلة خارجية
- كيربيز أدفانتشر على موقع IMDb (الإنجليزية)

- Kirby's Adventure على موبي غيمز